# Peter Luger
Peter Luger (* 2. Juli 1943 in Berlin) ist ein deutscher Chemiker (Anorganische Chemie) und Kristallograph.
Luger studierte an der FU Berlin mit der Promotion 1970 (Röntgenographische Untersuchungen an Cyclohexanderivaten) und der Habilitation 1974. Dort ist er seit 1979 Professor.
1985 war er am Brookhaven National Laboratory und 1995 an der University of Okayama.
Er befasst sich mit der Strukturbestimmung kleiner organischer und anorganischer Moleküle mit Röntgen-, Synchrotron- und Neutronenstrahlung, insbesondere bei tiefen Temperaturen (Einkristall-Beugungsexperimente bei 15 Kelvin).
2015 erhielt er die Carl-Hermann-Medaille.

## Schriften
- Modern X-Ray Analysis of Single Crystals, De Gruyter 1980, 2. Auflage 2014
- Kristallstrukturen, in: Bergmann-Schaefer Lehrbuch der Experimentalphysik, Band 6, De Gruyter 2005